# Konrad Bernhauer
Konrad Bernhauer (* 26. August 1900 in Mährisch Neustadt, Österreich-Ungarn; † 8. Mai 1975 in Stuttgart) war ein Chemiker, der als Professor in Prag und später in Stuttgart lehrte.

## Leben
Nach dem Kriegsdienst im Ersten Weltkrieg studierte Konrad Bernhauer Naturwissenschaften an der Deutschen Universität Prag, wo er 1925 auch promovierte. 1929 habilitierte er sich über ein Thema aus der Biochemie. Ab 1934 war er nichtbeamteter a.o. Professor. Nach dem Beitritt zur Sudetendeutschen Partei 1935 beantragte er am 24. April 1939 die Aufnahme in die NSDAP und wurde rückwirkend zum 1. April desselben Jahres aufgenommen (Mitgliedsnummer 7.077.434). Er wurde 1941 zum ordentlichen Professor an der Technischen Hochschule Prag ernannt und leitete dort das Institut für Biochemie und Nahrungsmittelchemie. Er war Gaudozentenbundführer und stieg beim SD bis zum SS-Sturmbannführer auf.
Nach dem Zweiten Weltkrieg wurde Bernhauer, der von der neueren Forschung als glühender Nationalsozialist eingeschätzt wird und offenbar Kollegen mit jüdischen Verbindungen denunziert hat, von den Alliierten zunächst interniert. Danach lebte er als wissenschaftlicher Autor und Industrieberater in Hessen. Von 1957 bis zur Emeritierung 1968 hatte er eine Professorenstelle an der TH Stuttgart inne.

## Werke
- Die oxydativen Gärungen, Julius Springer, 1932
- Grundzüge der Chemie und Biochemie der Zuckerarten, Julius Springer, 1933
- Einführung in die organisch-chemische Laboratoriumstechnik, Julius Springer, 1934
- Gärungschemisches Praktikum, Julius Springer, 1936